# Molí fariner (Torrebesses)
El Molí fariner és una obra de Torrebesses (Segrià) inclosa a l'Inventari del Patrimoni Arquitectònic de Catalunya.

## Descripció
Restes d'un molí fariner de grans dimensions i cobert parcialment de vegetació. Es conserven alguns murs de l'estructura, fets amb carreus irregulars, així com el pou, que presenta una petita obertura d'arc de mig punt adovellat que permetia el pas de l'aigua.